# Juan Demóstenes Arosemena
Juan Demostenes Arosemena (ur. 24 marca 1879 w Panamie, zm. 16 grudnia 1939 w Penonomé) – panamski polityk, pisarz i sędzia, minister spraw zagranicznych, rolnictwa i robót publicznych, prezydent Panamy od 1936 do śmierci z ramienia liberalnych demokratów. Brat Florencio Harmodio.